# Héctor Garzó
Héctor Garzó Vicent (Valencia, 9 giugno 1998) è un pilota motociclistico spagnolo, vincitore del campionato del mondo della classe MotoE nel 2024.

## Carriera

### Gli inizi
Esordisce nel campionato Spagnolo Velocità nel 2016, correndo nella categoria Moto3 Production. Nel 2017 passa nella categoria Moto2 chiudendo al quarto posto finale; nello stesso anno debutta nel motomondiale, correndo in sostituzione dell'infortunato Xavi Vierge sulla Tech 3 Mistral 610 in Moto2 in Germania. Nel 2018 chiude terzo in Moto2 nel CEV e corre nella stessa classe nel motomondiale i Gran Premi di Spagna, Francia e Italia in sostituzione dell'infortunato Remy Gardner sulla Tech 3. Nel 2019 ha corso sia nella classe MotoE del motomondiale con il team Tech 3 E-Racing, con compagno di squadra Kenny Foray, ma anche nella classe Moto2 del CEV, chiudendo rispettivamente quarto (con due secondi posti nel Gran Premio di San Marino e un terzo posto in gara 2 nel Gran Premio della Comunità Valenciana) e secondo.

### Motomondiale
Nel 2020 corre nella classe Moto2 del motomondiale con la Kalex del team Flexbox HP 40; il compagno di squadra è Lorenzo Baldassarri. Ottiene un secondo posto in Comunità Valenciana e conclude la stagione al 16º posto con 63 punti.
Nel 2021 rimane nello stesso team, con compagno di squadra Stefano Manzi. Ottiene come miglior risultato un ottavo posto in Portogallo e chiude la stagione al ventitreesimo posto con 16 punti. In questa stagione è costretto a saltare il Gran Premio di Germania a causa di ustioni alla gamba destra rimediate nel precedente GP di Catalogna e il Gran Premio d'Olanda per la positività al SARS-CoV-2. Nel 2022 torna in MotoE, è pilota titolare del team Tech 3; il compagno di squadra è il connazionale Álex Escrig. Disputa una stagione regolare andando a punti in tutte le gare tranne una (in cui si ritira) e chiude al nono posto in classifica. Contestualmente al mondiale gareggia nel CEV Moto2 dove si classifica all'undicesimo posto. Nel 2023 passa al team Dynavolt Intact GP in MotoE, il compagno di squadra è Randy Krummenacher. Ottiene una vittoria in gara due al Gran Premio di Germania e chiude la stagione al quarto posto. Terminato l'impegno con le motociclette elettriche è chiamato, in qualità di pilota sostitutivo, a disputare in Gran Premio d'Aragona nel mondiale Supersport con la YZF-R6 del team Yamaha Thailand Racing. Dopo essersi ritirato in gara uno non prende parte a gara due. Nel 2023 è inoltre iscritto ai due Gran Premi di Valencia nel CEV Moto2 con una NTS del team MMR Racing. Pur disputando le prove non prende parte ad entrambe le gare. Sempre a Valencia e con NTS, prende parte all'evento conclusivo della classe Moto2 del motomondiale concludendo anzitempo la gara con un ritiro.

### 2024: il titolo in MotoE
Per la stagione 2024, viene confermato con il team Dynavolt Intact GP con Lukas Tulovic come nuovo compagno di squadra. Nel primo appuntamento stagionale in Portogallo, ottiene due secondi posti. Nel successivo appuntamento in Francia, coglie la Pole Position, la prima della carriera, ma in entrambe le gare si ritira. Nella prima gara del Gran Premio d'Olanda trova la sua prima vittoria stagionale, la seconda in carriera, mentre nella seconda gara termina di nuovo sul podio in terza posizione. In Germania realizza la sua prima doppietta in carriera, vincendo Gara 1 sull'asciutto e dominando Gara 2 sul bagnato e portandosi in testa alla classifica piloti. Dopo un secondo posto in Gara 1 in Austria, riesce a vincere in Gara 2 allungando il suo vantaggio sugli inseguitori. Il 7 settembre al Gran Premio di San Marino e della Riviera di Rimini a Misano, termina in quarta posizione Gara 1 diventando matematicamente Campione del Mondo di MotoE. In Gara 2 chiude settimo concludendo la stagione con 246 punti.

## Risultati in gara

### Motomondiale

#### Moto2
| 2017 | Classe | Moto   |  |  |  |  |  |  |  |  |     |  |  |  |  |  |  |  |  |  |  |  |  |  | Punti | Pos. |
| ---- | ------ | ------ |  |  |  |  |  |  |  |  | --- |  |  |  |  |  |  |  |  |  |  |  |  |  | ----- | ---- |
| 2017 | Moto2  | Tech 3 |  |  |  |  |  |  |  |  | Rit |  |  |  |  |  |  |  |  |  |  |  |  |  | 0     |      |

| 2018 | Classe | Moto   |  |  |  |    |     |    |  |  |  |  |  |  |  |  |  |  |  |  |  |  |  |  | Punti | Pos. |
| ---- | ------ | ------ |  |  |  | -- | --- | -- |  |  |  |  |  |  |  |  |  |  |  |  |  |  |  |  | ----- | ---- |
| 2018 | Moto2  | Tech 3 |  |  |  | 23 | Rit | 20 |  |  |  |  |  |  |  |  |  |  |  |  |  |  |  |  | 0     |      |

| 2020 | Classe | Moto  |    |    |     |     |    |   |     |    |    |    |   |     |   |   |     |  |  |  |  |  |  |  | Punti | Pos. |
| ---- | ------ | ----- | -- | -- | --- | --- | -- | - | --- | -- | -- | -- | - | --- | - | - | --- |  |  |  |  |  |  |  | ----- | ---- |
| 2020 | Moto2  | Kalex | 17 | 12 | Rit | Rit | 15 | 9 | Rit | 10 | 13 | 12 | 7 | Rit | 7 | 2 | Rit |  |  |  |  |  |  |  | 63    | 16º  |

| 2021 | Classe | Moto  |     |    |   |     |     |    |     |     |    |     |    |     |     |    |     |     |    |     |  |  |  |  | Punti | Pos. |
| ---- | ------ | ----- | --- | -- | - | --- | --- | -- | --- | --- | -- | --- | -- | --- | --- | -- | --- | --- | -- | --- |  |  |  |  | ----- | ---- |
| 2021 | Moto2  | Kalex | Rit | 16 | 8 | Rit | Rit | 13 | Rit | Inf | NP | Rit | 15 | Rit | Rit | 20 | Rit | Rit | 12 | Rit |  |  |  |  | 16    | 23º  |

| 2023 | Classe | Moto |  |  |  |  |  |  |  |  |  |  |  |  |  |  |  |  |  |  |  |     |  |  | Punti | Pos. |
| ---- | ------ | ---- |  |  |  |  |  |  |  |  |  |  |  |  |  |  |  |  |  |  |  | --- |  |  | ----- | ---- |
| 2023 | Moto2  | NTS  |  |  |  |  |  |  |  |  |  |  |  |  |  |  |  |  |  |  |  | Rit |  |  | 0     |      |

| Legenda | 1º posto        | 2º posto            | 3º posto            | A punti      | Senza punti        | Grassetto – Pole position Corsivo – Giro più veloce |
| Legenda | Gara non valida | Non qual./Non part. | Ritirato/Non class. | Squalificato | '-' Dato non disp. | Grassetto – Pole position Corsivo – Giro più veloce |

#### MotoE
| 2019 | Classe | Moto     |   |     |   |   |    |   |  |  |  |  | Punti | Pos. |
| ---- | ------ | -------- | - | --- | - | - | -- | - |  |  |  |  | ----- | ---- |
| 2019 | MotoE  | Energica | 4 | Rit | 2 | 2 | SQ | 3 |  |  |  |  | 69    | 4º   |

| 2022 | Classe | Moto     |   |     |   |   |   |    |   |    |   |   |    |    |  |  | Punti | Pos. |
| ---- | ------ | -------- | - | --- | - | - | - | -- | - | -- | - | - | -- | -- |  |  | ----- | ---- |
| 2022 | MotoE  | Energica | 4 | Rit | 5 | 8 | 9 | 10 | 5 | 10 | 5 | 8 | 10 | 14 |  |  | 86    | 9º   |

| 2023 | Classe | Moto   |   |   |   |   |     |   |   |    |   |   |   |   |   |   |   |   | Punti | Pos. |
| ---- | ------ | ------ | - | - | - | - | --- | - | - | -- | - | - | - | - | - | - | - | - | ----- | ---- |
| 2023 | MotoE  | Ducati | 2 | 3 | 4 | 6 | Rit | 1 | 7 | 11 | 4 | 5 | 4 | 5 | 3 | 4 | 2 | 2 | 215   | 4º   |

| 2024 | Classe | Moto   |   |   |     |     |   |   |   |   |   |   |   |   |   |   |   |   | Punti | Pos. |
| ---- | ------ | ------ | - | - | --- | --- | - | - | - | - | - | - | - | - | - | - | - | - | ----- | ---- |
| 2024 | MotoE  | Ducati | 2 | 2 | Rit | Rit | 4 | 5 | 3 | 8 | 1 | 3 | 1 | 1 | 2 | 1 | 4 | 7 | 246   | 1º   |

| 2025 | Classe | Moto   |    |    |   |   |   |   |  |  |  |  |  |  |  |  |  | Punti | Pos. |
| ---- | ------ | ------ | -- | -- | - | - | - | - |  |  |  |  |  |  |  |  |  | ----- | ---- |
| 2025 | MotoE  | Ducati | NP | NP | 9 | 5 | 2 | 3 |  |  |  |  |  |  |  |  |  | 54    |      |

| Legenda | 1º posto        | 2º posto            | 3º posto            | A punti      | Senza punti        | Grassetto – Pole position Corsivo – Giro più veloce |
| Legenda | Gara non valida | Non qual./Non part. | Ritirato/Non class. | Squalificato | '-' Dato non disp. | Grassetto – Pole position Corsivo – Giro più veloce |

### Campionato mondiale Supersport
| 2023 | Moto   |  |  |  |  |  |  |  |  |  |  |  |  |  |  |  |  |  |  |     |    |  |  |  |  | Punti | Pos. |
| ---- | ------ |  |  |  |  |  |  |  |  |  |  |  |  |  |  |  |  |  |  | --- | -- |  |  |  |  | ----- | ---- |
| 2023 | Yamaha |  |  |  |  |  |  |  |  |  |  |  |  |  |  |  |  |  |  | Rit | NP |  |  |  |  | 0     |      |

| Legenda | 1º posto        | 2º posto            | 3º posto           | A punti      | Senza punti        | Grassetto – Pole position Corsivo – Giro più veloce |
| Legenda | Gara non valida | Non qual./Non part. | Ritirato/Non class | Squalificato | '-' Dato non disp. | Grassetto – Pole position Corsivo – Giro più veloce |